# Harald Karger
Harald Karger (* 14. Oktober 1956 in Weilburg), genannt Schädel-Harry, ist ein ehemaliger deutscher Fußballspieler, der zwischen 1979 und 1983 28 Bundesligaspiele für Eintracht Frankfurt bestritt.

## Spielerkarriere
Karger war bereits als A-Jugendlicher von seinem Stammverein TuS Waldhausen aus Mittelhessen zum FC Burgsolms gewechselt, wo er nach einem weiteren Jahr in der A-Jugend, fünf Jahre in der ersten Mannschaft des Landesligisten gespielt hatte. Auf Empfehlung seines damaligen Trainers Nikolaus Semlitsch wechselte er 1979 als Profi zum Bundesligisten Eintracht Frankfurt. Semlitsch war einst für Kickers Offenbach in der Bundesliga tätig gewesen, dem Erzrivalen der Eintracht.
Erfolgreich war Karger zunächst vor allem als Leichtathlet, er belegte 1977 bei den Hessischen Meisterschaften mit 10,7 Sekunden den sechsten Platz im 100-Meter-Lauf. 
Schon in seiner ersten Saison als Fußballprofi erzielte Karger in 23 Spielen neun Tore. Auch im UEFA-Pokal, den die Hessen mit Trainer Friedel Rausch gewannen, erzielte er fünf Treffer für die Eintracht, unter anderem auch beim Finalhinspiel gegen Borussia Mönchengladbach. Schon als aufkommender Bundesligastar im Sturm gefeiert, erlitt Karger in jenem Spiel, als er nach eigener Auskunft in ein Rasenloch trat, einen Kreuzbandriss im linken Knie und musste seine Karriere daraufhin bereits 1983 nach nur 28 Bundesligaspielen beenden.
Populär wurde Karger auch unter dem Spitznamen Schädel-Harry, der ihm von Boulevardjournalisten verliehen worden war, nachdem er etliche seiner Tore mit Kopfbällen erzielt hatte. Der Spitzname erweckte allerdings den falschen Eindruck, dass Karger ein sogenannter „Kopfball-Spezialist“ wie etwa der zeitgleich aktive Horst Hrubesch gewesen sei. Kargers eigentliche Stärken waren dagegen Schnelligkeit und Athletik.

## Wettbewerbsübersicht
| Bundesliga  | Bundesliga  | 28 | Spiele | 9 | Tore |
| DFB-Pokal   | DFB-Pokal   | 4  | Spiele | 1 | Tore |
| Europapokal | Europapokal | 11 | Spiele | 6 | Tore |

### Erfolge
- UEFA-Pokalsieger: 1979/80
- DFB-Pokalsieger: 1980/81
- beste Bundesligaplatzierung: 5. (1980/81)

## Nach der aktiven Laufbahn
Nach anfänglichen Engagements bei verschiedenen Amateurvereinen war Karger bis zum Sommer 2009 einer von 20 Jugendtrainern in der Fußballschule der Frankfurter Eintracht und arbeitete dort mit ehemaligen Eintrachtgrößen wie Charly Körbel, Ralf Weber und Norbert Nachtweih zusammen. Danach war er u. a. Trainer der 1. Mannschaft des Gruppenligisten TuRa Niederhöchstadt (Gruppenliga Wiesbaden). Seit September 2010 ist Harald Karger Trainer des Kreisoberligisten VfR 07 Limburg.
Er betreibt die Harald-Karger-Fußball-Akademie in Weilburg, in der talentierte Jugendfußballer im Alter von 6 bis 11 Jahren gefördert werden. Er lebt in dem Weilburger Stadtteil Kubach.